# Edward Hopper
Edward Hopper (Nyack, New York, 22 juli 1882 – New York, 15 mei 1967) was een Amerikaans kunstschilder die schilderijen maakte met typisch Amerikaanse thema's. Zijn schilderijen behoren tot het realisme en de American scène.

## Thema's
Hopper creëert in zijn schilderijen een onwerkelijke, desolate sfeer. In veel van zijn schilderijen heerst een psychologische spanning. De mensen op zijn schilderijen zijn nooit gelukkig. Ook wekken de schilderijen een gevoel van "samen maar toch alleen" op.
Als men het gehele oeuvre van Hopper overziet kan men concluderen dat in het overgrote deel van zijn schilderijen de isolatie van het individu centraal staat. In zijn schilderijen wordt zelden contact met een ander persoon gelegd, zelfs al zijn er meerdere personen in het beeld aanwezig. Voorbeelden zijn de werken waar enkele personen in een theater wachten tot de voorstelling begint. Geen van hen is in contact met een ander.
De figuren in de werken van Hopper zijn vaak voor of achter een raam geplaatst wat het isolement compleet maakt, er is wel een buitenwereld, maar daar maakt de persoon geen deel van uit.
Een thema van Hopper is het huis in een landschap. Hoewel het huis vrijwel altijd een voordeur heeft, loopt er geen pad naar deze deur. Het lijkt of het huis niet in het landschap thuishoort. Dit laat weer het isolement van één enkel gebouw in het landschap zien.

## Nighthawks
Nighthawks (1942) is waarschijnlijk zijn bekendste schilderij. Hierop is een New Yorks café in de nacht geschilderd. Hoewel goed verlicht, ziet het café er niet uitnodigend uit en gaan bezoekers gebukt onder grootstedelijke eenzaamheid. Bij het schilderij heeft de achtergrond een donkere groene kleur, waardoor een bedrukte sfeer ontstaat.
Hopper probeerde in zijn werken twee tegengestelde zaken te combineren, wat ook in Nighthawks blijkt. Hij spitste zich toe op de taak om de ‘aan de aarde gebonden zaken’ in hetzelfde schilderij weer te geven als ‘het bovenwereldse of het transcendente’. De combinatie van reflexieve gedachten en de concrete realiteit. Dit valt in zijn schilderijen meestal samen met het afgebeelde interieur van een kamer langs de ene kant en het zicht naar buiten (meestal door een raam) langs de andere kant. Het schilderij Nighthawks is de apotheose van dit motief. Het schilderij brengt twee verschillende domeinen in beeld, maar laat ze naast elkaar bestaan en in elkaar overgaan.
In dit schilderij, zoals in veel van zijn werken, is er ook een gevoel van ‘uitsluiting’, het gevoel dat men het heeft opgegeven om zich te engageren in de maatschappij. In Nighthawks zijn het de afgebeelde personen die zichzelf buitensluiten, maar in andere werken kan het ook over gebouwen gaan. Hopper beeldt dan geïsoleerde, alleenstaande gebouwen af, meestal met ondoorschijnende of afgesloten ramen.
Verschillende door Hopper geschilderde landschappen zijn zichten op Cape Cod, een van de Amerikaanse vakantieoorden voor de beau monde uit de jaren 50 en 60, waar o.a. ook de Kennedy's een buitenverblijf hadden. Deze schilderijen combineren dan ook vaak een opmerkelijk spel van licht en schaduw met de geïsoleerde gebouwen, zeilschepen of vuurtorens, die frequent een thema zijn in Hoppers werk.
De schilder, die eigenlijk pas in de jaren 30 de erkenning krijgt die hem financiële ruimte geeft, ontwerpt met zijn vrouw Josephine en laat een huis bouwen op Cape Cod, waar hij een atelier in onderbrengt.

## Werken
Een selectie van werken van Edward Hopper:
| Titel                            | Datum     | Collectie                                           |
| -------------------------------- | --------- | --------------------------------------------------- |
| Painter and Model                | 1902-1904 | Whitney Museum of American Art                      |
| Bridge in Paris                  | 1906      | Whitney Museum of American Art                      |
| Le Pont des Arts                 | 1907      | Whitney Museum of American Art                      |
| Après-midi de juin               | 1907      | Whitney Museum of American Art                      |
| Les lavoirs à Pont Royal         | 1907      | Whitney Museum of American Art                      |
| Louvre and Boat Landing          | 1907      | Whitney Museum of American Art                      |
| The El Station                   | 1908      | Whitney Museum of American Art                      |
| Summer Interior                  | 1909      | Whitney Museum of American Art                      |
| The Louvre in a Thunderstorm     | 1909      | Whitney Museum of American Art                      |
| Le Pont Royal                    | 1909      | Whitney Museum of American Art                      |
| Le Quai des Grands Augustins     | 1909      | Whitney Museum of American Art                      |
| Le pavillon de Flore             | 1909      | Whitney Museum of American Art                      |
| The Wine Shop                    | 1909      | Whitney Museum of American Art                      |
| American Village                 | 1912      | Whitney Museum of American Art                      |
| Squam Light                      | 1912      |                                                     |
| Queensborough Bridge             | 1913      | Whitney Museum of American Art                      |
| Soir bleu                        | 1914      | Whitney Museum of American Art                      |
| Road in Maine                    | 1914      | Whitney Museum of American Art                      |
| Blackhead, Monhegan              | 1916-1919 | Whitney Museum of American Art                      |
| Stairways                        | 1919      | Whitney Museum of American Art                      |
| Night Shadows (ets)              | 1921      | Museum of Modern Art                                |
| Girl at Sewing Machine           | 1921      | Museo Thyssen-Bornemisza                            |
| The New York Restaurant          | c. 1922   | Muskegon Art Museum, Michigan                       |
| Railroad Crossing                | 1922-1923 | Whitney Museum of American Art                      |
| The Mansard Roof (aquarel)       | 1923      | Brooklyn Museum                                     |
| The Locomotive (ets)             | 1923      | Whitney Museum of American Art                      |
| House by the Railroad            | 1925      | Museum of Modern Art                                |
| Self-Portrait                    | 1925-1930 | Whitney Museum of American Art                      |
| Sunday                           | 1926      | Phillips Collection, Washington                     |
| Drug Store                       | 1927      | Museum of Fine Arts, Boston                         |
| Lighthouse Hill                  | 1927      | Dallas Museum of Art                                |
| Coast Guard Station              | 1927      | Montclair Art Museum                                |
| Automat                          | 1927      | Des Moines Art Center                               |
| The City                         | 1927      | University of Arizona Museum of Art                 |
| Night Windows                    | 1928      | Museum of Modern Art                                |
| Manhattan Bridge Loop            | 1928      | Addison Gallery of American Art                     |
| Railroad Sunset                  | 1929      | Whitney Museum of American Art                      |
| The Lighthouse at Two Lights     | 1929      | Metropolitan Museum of Art                          |
| Chop Suey                        | 1929      | Barney A. Ebsworth Collection                       |
| Early Sunday Morning             | 1930      | Whitney Museum of American Art                      |
| Tables for Ladies                | 1930      | Metropolitan Museum of Art                          |
| Corn Hill (Truro, Cape Cod)      | 1930      | McNay Art Institute, San Antonio                    |
| House in Provincetown (aquarel)  | 1930      | University of Oklahoma Museum of Art                |
| Cobb's Barns, South Truro        | 1930-1933 | Whitney Museum of American Art                      |
| New York, New Haven and Hartford | 1931      | Indianapolis Museum of Art                          |
| Hotel Room                       | 1931      | Museo Thyssen-Bornemisza                            |
| Dauphinée House                  | 1932      | ACA Galleries                                       |
| Room in New York                 | 1932      | Sheldon Memorial Art Gallery en Sculpture Garden    |
| House at Dusk                    | 1935      | Virginia Museum of Fine Arts                        |
| The Long Leg                     | 1935      | The Huntington Library Collection                   |
| Macomb's Dam Bridge              | 1935      | Brooklyn Museum                                     |
| The Circle Theater               | 1936      | privécollectie                                      |
| Cape Cod Afternoon               | 1936      | Museum of Art, Carnegie Institute                   |
| Compartiment C, Car 193          | 1938      | IBM Corporation Collection                          |
| New York Movie                   | 1939      | Museum of Modern Art                                |
| Cape Cod Evening                 | 1939      | National Gallery of Art, Washington                 |
| Ground Swell                     | 1939      | Corcoran Gallery of Art                             |
| Gas                              | 1940      | Museum of Modern Art                                |
| Office at Night                  | 1940      | Walker Art Center (Minneapolis)                     |
| Nighthawks                       | 1942      | Art Institute of Chicago                            |
| Dawn in Pennsylvania             |           | Terra Museum of American Art                        |
| Hotel Lobby                      | 1943      | Indianapolis Museum of Art                          |
| Summertime                       | 1943      | Delaware Art Museum                                 |
| Truro and Gloucestrer            | 1944      | privécollectie                                      |
| Morning in a City                | 1944      | Williams College Museum of Art                      |
| Rooms for Tourists               | 1945      | Yale University Art Gallery                         |
| August in the City               | 1945      | Norton Gallery of Art, West Palm Beach              |
| Summer Evening                   | 1947      | privécollectie                                      |
| Pennsylvania Coal Town           | 1947      | Butler Institute of American Art, Youngstown (Ohio) |
| Seven AM                         | 1948      | Whitney Museum of American Art                      |
| High Noon                        | 1949      | Dayton Art Institute                                |
| Conference at Night              | 1949      | Wichita Art Museum                                  |
| Cape Cod Morning                 | 1950      | National Museum of American Art                     |
| Rooms by the Sea                 | 1951      | Yale University Art Gallery                         |
| Morning Sun                      | 1952      | Columbus Museum of Art                              |
| Hotel by a Railroad              | 1952      | Hirshhorn Museum and Sculpture Garden               |
| Sea Watchers                     | 1952      | privécollectie                                      |
| Office in a Small City           | 1953      | Metropolitan Museum of Art                          |
| South Carolina Morning           | 1955      | Whitney Museum of American Art                      |
| Hotel Window                     | 1956      | The Forbes Magazine Collection                      |
| Four Lane Road                   | 1956      | privécollectie                                      |
| Western Motel                    | 1957      | Yale University Art Gallery                         |
| Sunlight in a Cafeteria          | 1958      | Yale University Art Gallery                         |
| Excursion into Philosophy        | 1959      | privécollectie                                      |
| Second Story Sunlight            | 1960      | Whitney Museum of American Art                      |
| People in the Sun                | 1960      | National Museum of American Art, Washington         |
| A Woman in the Sun               | 1961      | Whitney Museum of American Art                      |
| New York Office                  | 1962      | Montgomery Museum of Fine Arts                      |
| Intermission                     | 1963      | privécollectie                                      |
| Sun in an Empty Room             | 1963      | privécollectie                                      |
| Chair Car                        | 1965      | privécollectie                                      |
| Two Comedians                    | 1965      | privécollectie                                      |

## Tentoonstellingen
In 2004 maakte een tentoonstelling van Hoppers schilderijen een tournee door Europa. De tentoonstelling bezocht Londen (Tate Modern) en Keulen (Museum Ludwig).
De overzichtstentoonstelling in Tate Modern trok internationale belangstelling. Niet toevallig kreeg de Antwerpse hedendaagse schilder Luc Tuymans (geboren te Mortsel in 1958) er in 2005 een gelijkaardig "moment de gloire": hij wordt beschouwd als een van de leerlingen van Hopper, onder meer door een gelijkaardig gebruik van licht en donker en een treffend gevoel voor de Amerikaanse realistische stroming uit het interbellum van de twintigste eeuw. Volledigheidshalve dient te worden vermeld dat Tuymans in het algemeen abstracter schildert dan Hopper, waardoor een vergelijking met laatstgenoemde terecht het onderwerp van discussie is.
Van 26 september 2009 tot en met 17 januari 2010 liep de tentoonstelling Modern Life: Edward Hopper en zijn tijd in de Kunsthal Rotterdam in Rotterdam.